# Fimbristylis pilosa
Fimbristylis pilosa är en halvgräsart som beskrevs av Vahl. Fimbristylis pilosa ingår i släktet Fimbristylis och familjen halvgräs. Inga underarter finns listade i Catalogue of Life.